# SuperAndy - Il fratello brutto di Superman
SuperAndy - Il fratello brutto di Superman è un film del 1979 diretto da Paolo Bianchini.

## Trama
Una famiglia italiana adotta un bambino venuto dallo spazio, dal pianeta Trypton (storpiatura del vero pianeta di Superman: Krypton) che però ha nostalgia del fratello Superkid.